# Panama (pokrivalo)
Panama je slamnik različnih oblik, tkan iz tankih vlaken rastline Carloduvica palmata, ki raste v Ekvadorju in sosednjih državah. Ameriški predsednik Theodore Roosevelt je leta 1906 nosil tak klobuk na svoji poti skozi panamski prekop. Panama je bil do 2. svetovne vojne priljubljeno pokrivalo, predvsem za moške.